# Première expédition de Chōshū
La première expédition de Chōshū (japonais : 第一次長州征討) est une action militaire punitive menée par le shogunat Tokugawa contre le domaine de Chōshū en représailles à l'attaque de Chōshū sur le palais impérial lors de la rébellion des portes Hamaguri. La première expédition de Chōshū est lancée le 1er septembre 1864. 
Le conflit aboutit finalement à un compromis négocié par le domaine de Satsuma à la fin de l'année 1864. Bien que Satsuma saute d'abord sur l'occasion pour affaiblir son traditionnel allié Chōshū, il se rend vite compte que l'intention première du bakufu est de neutraliser Chōshū, puis de neutraliser Satsuma. Pour cette raison, Saigo Takamori, un des commandants des forces du shogunat, propose d'éviter les combats et d'obtenir à la place les chefs responsables de la rébellion. Chōshū est soulagé d'accepter, de même que les forces du shogunat, peu désireuses d'aller au combat. Ainsi se termine sans bataille la première expédition de Chōshū, comme une victoire symbolique pour le bakufu.